# جزایر سوندا

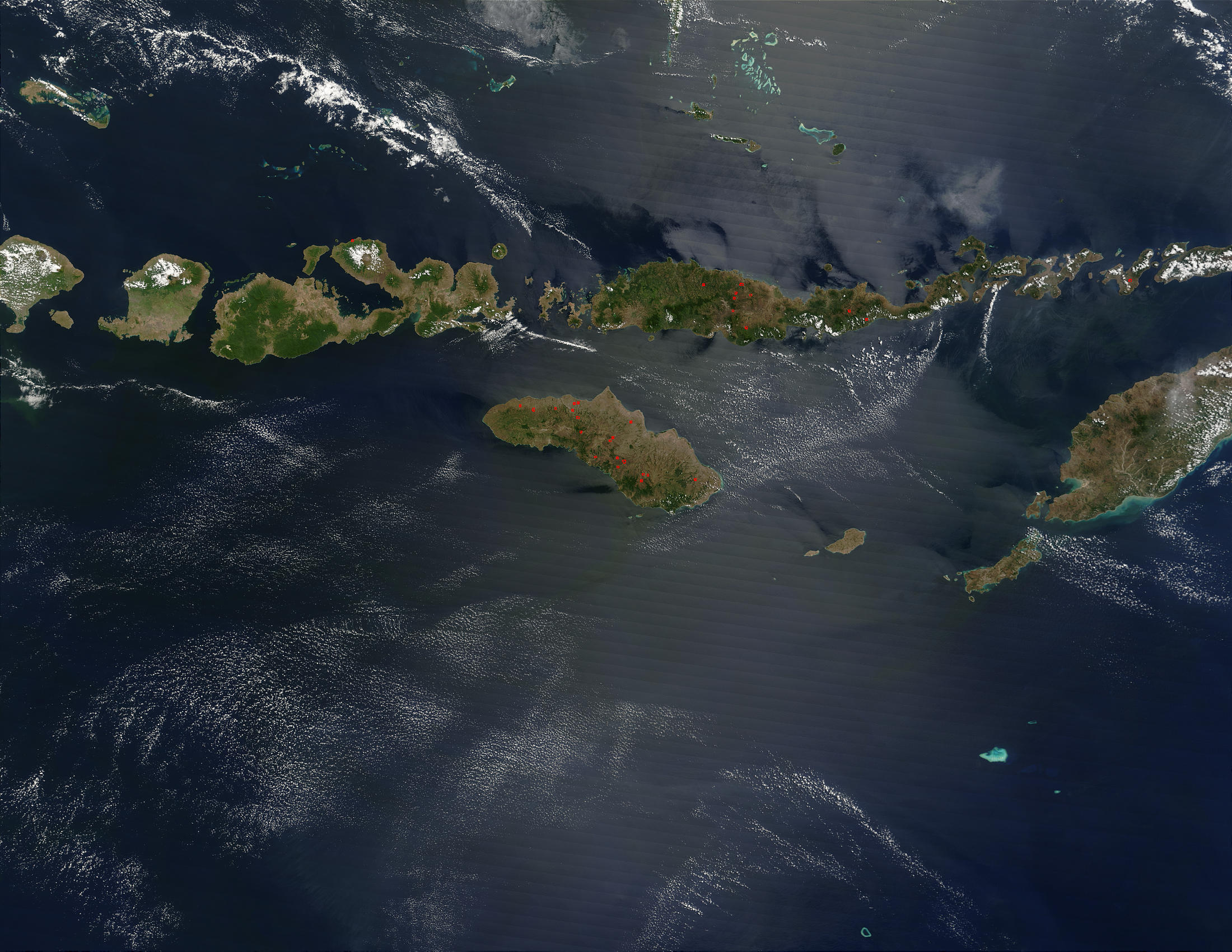
عکس ماهواره‌ای جزایر سوندا

جزایر سوندا (انگلیسی: Sunda Islands) گروهی از جزایر در مجمع الجزایر مالایی هستند. این جزایر به نوبه خود به دو گروه تقسیم می‌شوند: جزایر سوندای کوچک و جزایر سوندای بزرگ.

## حاکمیت
این جزایر بین چهار کشور تقسیم شده اند: برونئی, اندونزی, مالزی و تیمور شرقی. بیشتر این جزایر در قلمروی اندونزی قرار دارند. جزیره بورنئو بین برونئی، اندونزی و مالزی تقسیم شده‌است. جزیره تیمور بین تیمور شرقی و اندونزی تقسیم شده‌است. دو جزیره کوچک نیز به تیمور شرقی تعلق دارند.

## فهرست جزایر
- جزایر سوندای بزرگ:
  - بورنئو
  - جاوه
  - سوماترا
  - سولاوسی
- جزایر سوندای کوچک, از غرب به شرق:
  - بالی
  - لومبوک
  - سومباوا
  - فلورس
  - سومبا
  - تیمور
  - مجمع الجزایر آلور
  - جزایر برات دایا
  - جزایر تانیمبار